# Masaki Ogawa (Fußballspieler, 1975)
Masaki Ogawa (jap. 小川 雅己, Ogawa Masaki; * 3. April 1975 in der Präfektur Shizuoka) ist ein ehemaliger japanischer Fußballspieler.

## Karriere
Ogawa erlernte das Fußballspielen in der Schulmannschaft der Shimizu Commercial High School. Seinen ersten Vertrag unterschrieb er 1994 bei den Kashima Antlers. Der Verein spielte in der höchsten Liga des Landes, der J1 League. Mit dem Verein wurde er 1996 japanischer Meister. Für den Verein absolvierte er 12 Erstligaspiele. Im Juni 1997 wechselte er zum Ligakonkurrenten Kyoto Purple Sanga. Für den Verein absolvierte er 44 Erstligaspiele. 1999 wechselte er zum Ligakonkurrenten Cerezo Osaka. Für den Verein absolvierte er 26 Erstligaspiele. 2000 wechselte er zum Zweitligisten Shonan Bellmare. Für den Verein absolvierte er 24 Spiele. 2001 wechselte er zum Ligakonkurrenten Mito HollyHock. Für den Verein absolvierte er 98 Spiele. 2004 wechselte er zum Drittligisten Thespa Kusatsu. Am Ende der Saison 2004 stieg der Verein in die J2 League auf. Für den Verein absolvierte er 61 Spiele. Danach spielte er bei Zweigen Kanazawa und FC Osaka. Ende 2007 beendete er seine Karriere als Fußballspieler.

## Erfolge
Kashima Antlers
- J1 League

Meister: 1996
Vizemeister: 1997
- J.League Cup

Sieger: 1997
- Kaiserpokal

Sieger: 1997